# Luca Pignato
Luca Angelo Alfredo Pignato (Caltanissetta, 8 luglio 1892 – Palermo, 1955) è stato un giornalista, poeta, scrittore e saggista italiano, è stato direttore della testata Cronache nazionali.
Nato da Giuseppe Pignato (1864) e Camilla Emilia Cacace (1864 - 1895)
Finita la guerra ebbe dei rapporti culturali con Antonio Piromalli. È stato anche insegnante del liceo classico Ruggero Settimo.

## Impatto culturale
Delle scuole che gli hanno intitolato, a Sommatino la scuola secondaria di primo grado e l'istituto tecnico commerciale a Caltanissetta.

## Opere
- Persefone (1913)
- Pietre (1925)